# Tjalling Koopmans
Tjalling Charles Koopmans (n. 28 august 1910; d. 26 februarie 1985) a fost un economist neerlandez, laureat al Premiului Nobel pentru economie (1975).